# Nederlands Instituut van Registeraccountants
Het Koninklijk Nederlands Instituut van Registeraccountants, kortweg NIVRA, was tot 1 januari 2013 de Nederlandse publiekrechtelijke beroepsorganisatie van (in 2008) ruim 14.000 registeraccountants. Deze zijn werkzaam in functies waarin de kwaliteit van informatie en informatieverzorging centraal staat.

## Geschiedenis
Het NIVRA was bij wet (de Wet op de Registeraccountants, tot stand gekomen in 1962, in werking getreden in 1967) ingesteld. Het kwam voort uit een fusie tussen het in 1895 opgerichte Nederlands Instituut van Accountants (NIvA), dat al sinds zijn oprichting om een wettelijke regeling van het accountantsberoep had gevraagd, en de in 1927 opgerichte Vereniging van Academisch Gevormde Accountants (VAGA). Het NIVRA begon op 6 maart 1967 met zijn werkzaamheden. De eerste voorzitter was A.F. Tempelaar.
Op 1 januari 2013 zijn de taken van het NIVRA overgenomen door de Nederlandse Beroepsorganisatie van Accountants (NBA), die sinds 2015 de Koninklijke Nederlandse Beroepsorganisatie van Accountants (KNBA) heet.

## Taken van het NIVRA
De taken van het NIVRA waren belangenbehartiging van de beroepsgroep, ondersteuning bij de beroepsuitoefening en beheer van het accountantsregister. Registeraccountants zijn werkzaam als openbaar accountant in het vrije beroep, bij de overheid, bij het bedrijfsleven of als financieel deskundige in verschillende functies in de maatschappij. De titel was en is beschermd.
Het accountantsregister vermeldt nu zowel de registeraccountants als de accountants-administratieconsulenten en wordt beheerd door de NBA.

## Fusie NIVRA en NOvAA
Op 29 september 2009 presenteerden de besturen van het Koninklijk NIVRA en de NOvAA een concept-fusievoorstel. Doel van de fusie was te komen tot één krachtige beroepsorganisatie van accountants, die de belangen van het maatschappelijk verkeer en van de leden dient. De nieuwe organisatie kreeg de naam Nederlandse Beroepsorganisatie van Accountants (NBA). Deze organisatie kreeg in 2015 het predicaat 'koninklijk' en heet sindsdien Koninklijke  Nederlandse Beroepsorganisatie van Accountants (KNBA).
Op 16 december 2009 werd in Amsterdam een speciale ledenvergadering belegd. Daar stemde 82 procent van de aanwezigen vóór de fusie. Tegelijk sprak ook een ledenvergadering van de NOvAA zich voor de fusie uit. De fusie kon pas definitief worden nadat het parlement een nieuwe Wet op het accountantsberoep had aangenomen. Op 14 februari 2012 ging de Tweede Kamer akkoord met de wet, op 11 december 2012 ook de Eerste Kamer.
In de tussentijd was in de praktijk al een nauwe samenwerking ontstaan. Al vóór 1 januari 2013 trad de NBA op namens alle Nederlandse accountants en bestonden NIVRA en NOvAA alleen nog op papier.